# Carlos Gustavo Ramus
Carlos Gustavo Ramus (Buenos Aires, 5 de noviembre de 1947- William C. Morris, 7 de septiembre de 1970) fue un guerrilero argentino, fundador de la organización guerrillera Montoneros.

## Biografía

### Educación
Estudió en el Colegio Nacional Buenos Aires y vivía con sus padres en un departamento del barrio de Caballito en Buenos Aires y en la casa de campo familiar. Junto a Fernando Abal Medina y Mario Firmenich eran los líderes de la agrupación Juventud Estudiantil Católica, una rama de la Acción Católica Argentina que se aliaba con el grupo de extrema derecha Tacuara en las elecciones del centro de estudiantes.
Bajo la influencia de la corriente doctrinaria impulsada por el Concilio Vaticano II hizo trabajo social en villas miseria del Gran Buenos Aires y estuvo en campamentos organizados por Acción Misionera Argentina en lugares del interior del país, entre ellos uno en la zona de Tartagal donde le impresionaron las malas condiciones en que vivían los obreros de la zona.
Comenzó a cursar la carrera de Economía en la Universidad de Buenos Aires y militó en la Juventud Universitaria Católica y en la agrupación estudiantil Movimiento Popular Universitario (MUP) de orientación peronista. Participó en acciones de apoyo a obreros en conflictos de trabajadores del puerto de Buenos Aires y de la industria de la caña de azúcar, en Tucumán.

### Fundación de Montoneros
Fue uno de los fundadores de Montoneros y participó en el secuestro y asesinato del general Pedro Eugenio Aramburu entre mayo y junio de 1970. Luego del copamiento de la localidad de La Calera en la provincia de Córdoba realizado por Montoneros, en el cual la organización sufrió la detención de varios de sus combatientes y las fuerzas de seguridad obtuvieron valiosos datos sobre sus militantes, fue allanada su casa por la policía el 1° de julio de 1970 sin que lo encontraran. El 1° de septiembre de 1970 participa en el asalto y robo a la sucursal del Banco de Galicia en la localidad de Ramos Mejía.

### Muerte
A poco de ello, el 7 de septiembre, durante un enfrentamiento con la policía en el que fue abatido Fernando Abal Medina, máximo líder de la agrupación peronista Montoneros, Ramus, que estaba de vigilancia con Carlos Capuano Martínez, murió al estallarle una granada en las manos.
El sepelio de ambos fue multitudinario y contó con el responso del sacerdote tercermundista Carlos Mugica y el sacerdote Hernán Benítez.
Desde entonces, el 7 de septiembre fue establecido por la conducción de la organización guerrillera para conmemorar el Día del Montonero.